# Галера

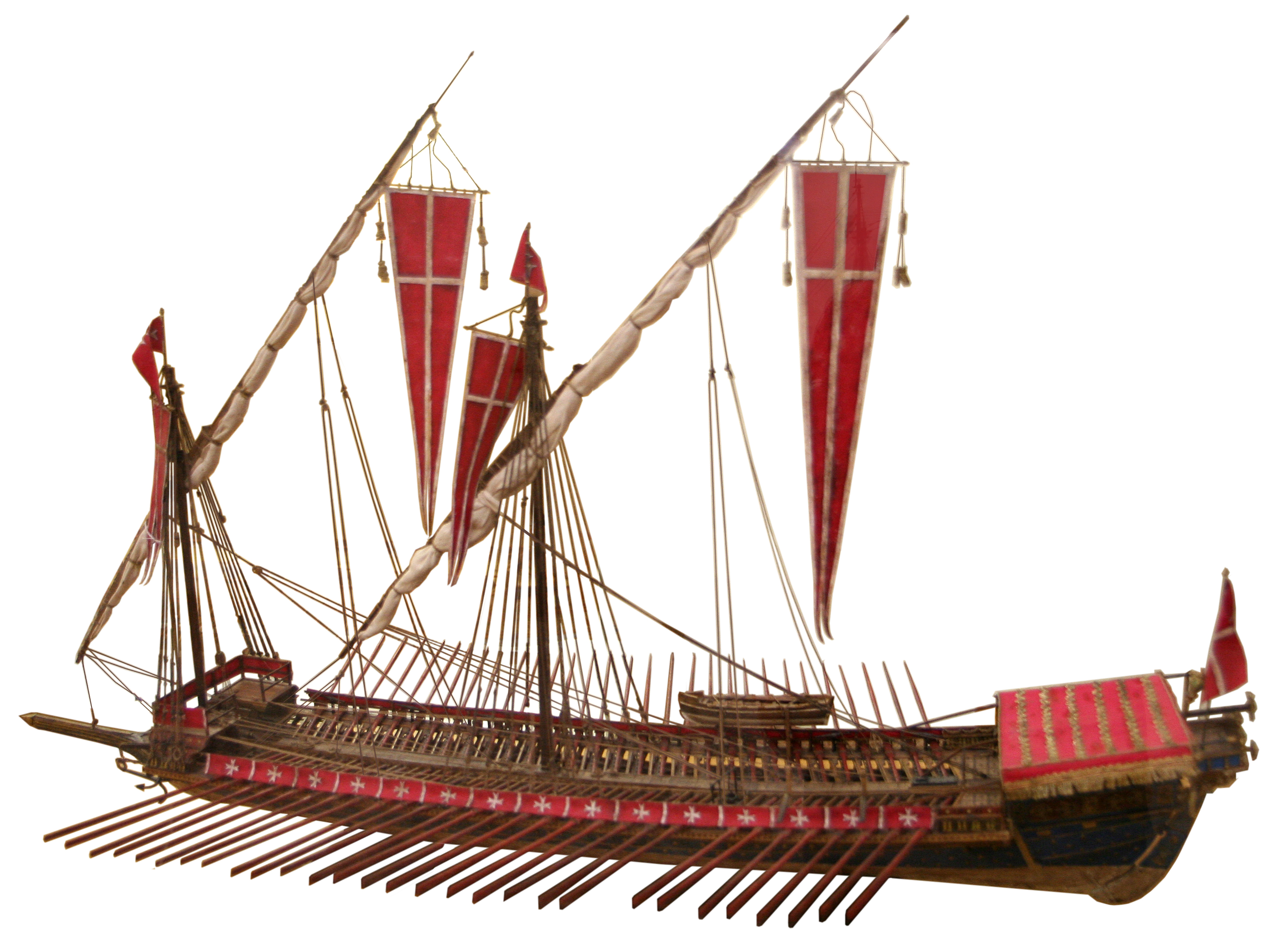
Модель галеры Мальтийского ордена

Гале́ра (итал. galera) — деревянный военный корабль, использующий для передвижения преимущественно вёсла.
В узком смысле слова галерами назывались известные начиная со средневековья характерные парусно-гребные корабли Средиземноморского бассейна с одним рядом вёсел и одной — двумя мачтами, несущими латинское парусное вооружение, которые впоследствии получили распространение по всей Европе. Между тем, сегодня по аналогии с ними галерами в широком смысле принято называть все подобные гребные и парусно-гребные боевые корабли этого региона, известные в нём с древнейших времён и имеющие несомненную связь с происходящими от них галерами более позднего времени. Термин «галера» происходит в Италии XII века от среднегреческого названия одного из типов корабля византийского военного флота — галеи. Происхождение самого греческого термина не ясно.

## История
Имеющийся в настоящее время объём информации не позволяет в подробностях восстановить ход исторического развития галеры как высокоспециализированного типа преимущественно гребного боевого корабля Средиземноморского бассейна. Тем не менее, современное состояние вопроса позволяет вполне определённо говорить о наличии единого процесса, корни которого теряются в глубокой древности до начала письменной истории.

### Древний Египет

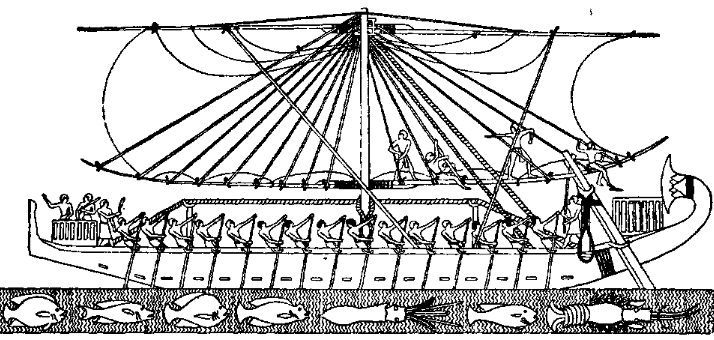
Египетский мореходный корабль времён Хатшепсут, хорошо видны характерная форма корпуса и система пропущенных через стойки над палубой тросовых растяжек. С барельефа из Дейр эль-Бахри

Древнеегипетская цивилизация была теснейшим образом связана с Нилом, он же был главной транспортной артерией, что способствовало раннему развитию судостроения. В то же время, сухой климат и погребальные обычаи древних египтян способствовали хорошей сохранности археологического материала. Благодаря этому мы имеем о судостроении Древнего Египта достаточно обширные сведения по сравнению со многими более поздними эпохами. Вместе с тем, о древнеегипетских боевых кораблях нам мало что известно — некоторым образом судить о них можно лишь по изображениям, а также оставшимся в археологической летописи судам иного назначения.
Большинство древнеегипетских судов имели характерную форму корпуса, современными исследователями часто уподобляемую апельсиновой корке или полумесяцу — с симметричным профилем, образованным высоко поднятыми носом и кормой. Форма эта была обусловлена частой необходимостью приставать к необорудованному берегу, а также применяемыми в строительстве технологией и материалом.

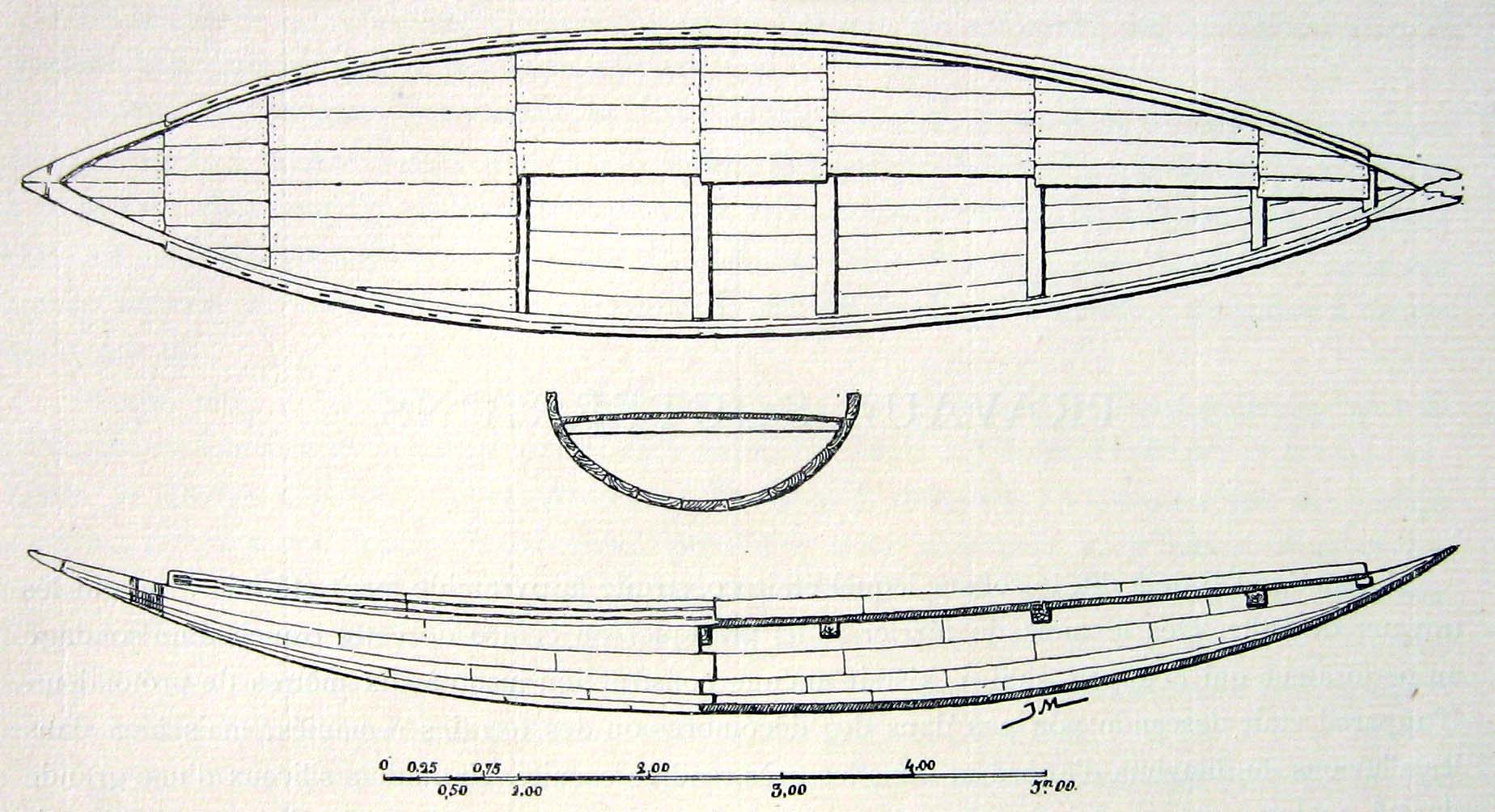
Конструкция корпуса лодки из Дахшура. Видны характерные обводы, центральный пояс обшивки и наращённые над ним борта из тщательно подогнанных по месту толстых коротких досок. Каркас практически отсутствует

Корабли строились начиная с обшивки (англ. shell-first). На стапельные бруски укладывался лежащий в диаметральной плоскости будущего корпуса центральный пояс обшивки, игравший конструктивную роль киля (сам по себе киль отсутствовал) и отчасти задававший форму корпуса. От него начинали наращивать вверх борта, составленные из отдельных тщательно подогнанных по месту досок, которые как правило стягивались друг с другом канатами, пропущенными через сквозные диагональные отверстия в их внутренних кромках. В некоторых случаях для соединения досок обшивки могли использоваться также соединения типа «шип-паз», характерные для античного средиземноморского судостроения, однако, в отличие от последнего, шипы не фиксировались в досках нагелями и служили в основном для облегчения сборки. Некоторые исследователи связывают это с тем, что древнеегипетские корабли, судя по всему, нередко разбирались и вновь собирались (например, для транспортировки от одного водоёма к другому), поэтому при их строительстве использовались только разборные крепления. Ещё одним использовавшимся древними египтянами способом соединения досок были металлические (бронзовые) скобки, аналогичные применяемым по настоящее время в традиционном судостроении в некоторых местностях Африки — например, именно с их помощью собран корпус лодки из Дахшура, датируемой около 1850 года до н. э. Иногда при строительстве одного и того же корпуса могли использоваться все три способа сразу.
В готовый корпус вставлялись редко расположенные поперечные (флортимберсы, палубные бимсы) и продольные (положенные на бимсы карлингсы) усилители, повышающие его жёсткость, причём флортимберсы и палубные бимсы крепились к играющей несущую роль обшивке и никак не были связаны друг с другом. Слабого каркаса из не связанных друг с другом элементов не хватало для обеспечения необходимой для морских плаваний жёсткости корпуса, поэтому на мореходных кораблях использовалась система тросовых растяжек, соединяющих между собой нос и корму. Некоторые суда, например — нильские баржи, предназначенные для перевозки каменных блоков, имели некое подобие кильсона, связанного с несущей обшивкой через массивные поперечные переборки и придающего корпусу бо́льшую прочность в продольном направлении. В этом случае внутреннее помещение корпуса оказывалось весьма незначительным по объёму, что некоторые исследователи связывают с тем фактом, что на многих изображениях египетских судов груз располагается на верхней палубе, как если бы у корабля отсутствовал достаточно вместительный трюм.

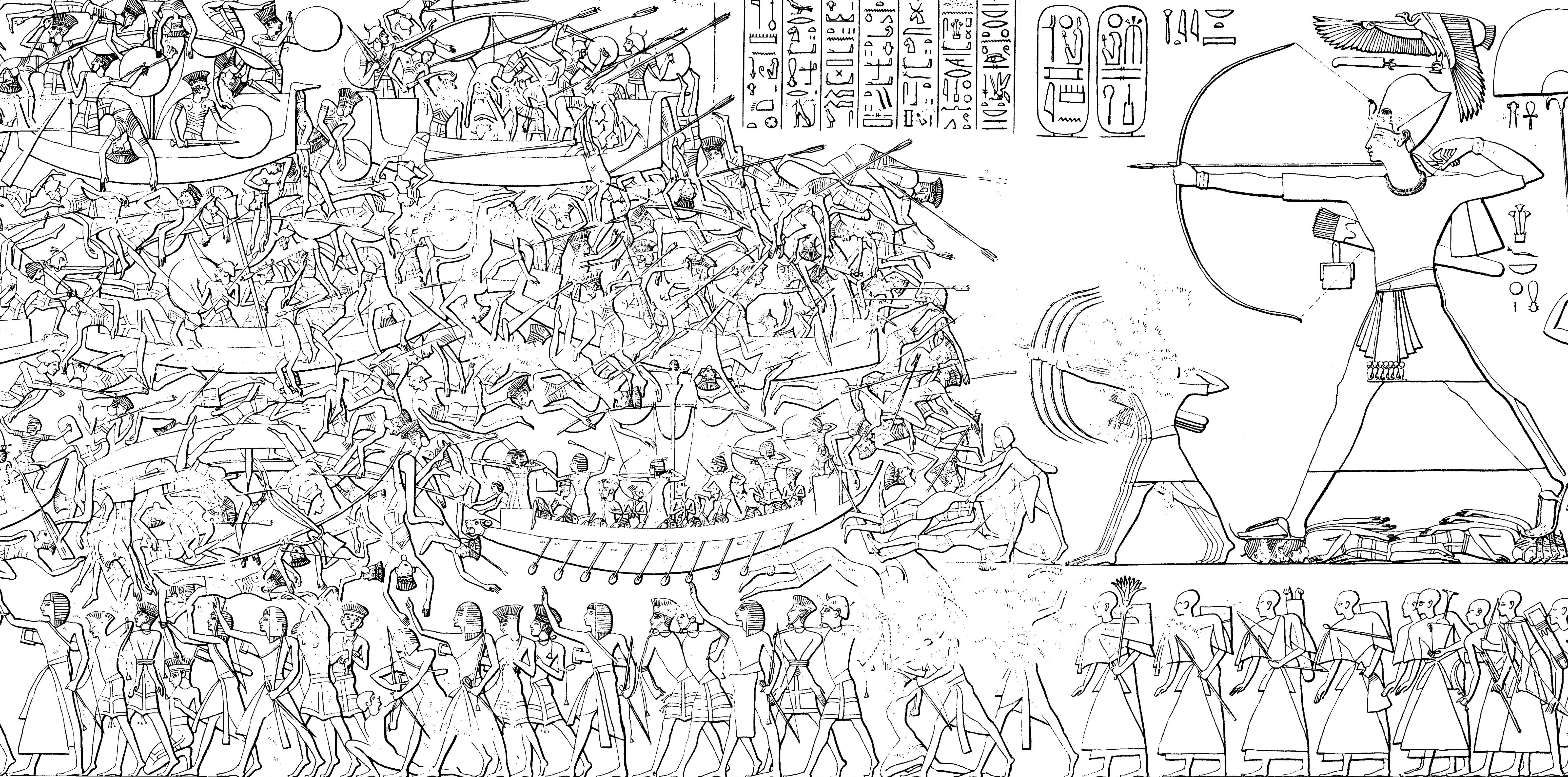
Египтяне под командованием Рамсеса III сражаются в дельте Нила с «народами моря», 1175 год до н. э. Видны как собственно древнеегипетские боевые корабли (внизу), так и отличающиеся от них конструктивно корабли «народов моря» (сверху). С барельефа из Мединет-Абу

Из-за дефицита и низкого качества доступной древним египтянам древесины (в основном акации и тамариска) корпуса строились из коротких (1…2,5 м) досок — импортировавшиеся из стран Леванта длинные доски из ливанского кедра и сосны шли только на корабли, строившиеся для фараонов и высшей знати, вроде «солнечной ладьи» Хеопса. При этом, так как прочность корпуса обеспечивалась в основном обшивкой, её доски приходилось делать очень толстыми — около 10 см и даже более. Такие короткие и толстые доски невозможно было изогнуть, вместо чего для придания им необходимой формы использовалась механическая обработка — что и обуславливало форму корпуса с очень плавным изгибом. Все известные древнеегипетские суда были плоскодонными (хотя мореходные суда могли иметь достаточно глубоко сидящий в воде V-образный корпус), киль отсутствовал.
Изготовление корабля по такой технологии было исключительно трудоёмким процессом — хотя и достаточно быстрым за счёт задействования огромных трудовых ресурсов и хорошей организации: скажем, судя по сохранившимся документам, датируемым примерно 2400 годом до н. э., на постройку 30-метрового грузового корабля на государственной верфи уходило всего 17 дней.
Современные исследования, включая опыт плавания на полноразмерной реплике корабля времён фараона Хатшепсут, показали, что несмотря на отсутствие киля древнеегипетские суда могли достаточно эффективно использовать паруса, ходя не только прямо по ветру, но и курсом галфвинд. Тем не менее, они всё ещё в большой степени должны были полагаться на вёсла.
Письменные источники говорят о наличии в Древнем Египте боевых кораблей специальной постройки и регулярного флота, сражавшегося в основном в пределах Нила и его дельты. Боевые корабли известны только по изображениям, на них видны парусно-гребные галеры со множеством гребцов и платформами для лучников в оконечностях имеющего форму той же самой «апельсиновой корки» корпуса. Из используемых тактик просматриваются обстрел из луков и абордаж, хотя массивные носовые фигуры кораблей могли использоваться в качестве надводного тарана для сокрушения вёсел противника.
Некоторое представление об этом может дать также отрывок из жизнеописания начальника гребцов Яхмоса из Нехеба, жившего во времена фараона Яхмоса I (XVI век до н. э.), изгнавшего из Египта завоевателей-гиксосов:

«…я был взят на судно „Северный“, потому что я обнаружил храбрость. Когда осаждали город Хат-Уарит [Аварис, столица гиксосов], я обнаружил храбрость в пешем бою перед лицом царя. Я был назначен на корабль „Сияющий в Мемфисе“. Сражался на воде, на канале Па-джел-ку около Авариса. Я участвовал в рукопашном бою. Я взял руку [убил врага, вероятно знатного, военачальника или богатыря]. Сообщили об этом царскому вестнику. Пожаловали мне „Золото храбрости“. Снова сражались на этом месте. Я снова участвовал в рукопашном бою. Я взял руку. Мне пожаловали „Золото храбрости“ во второй раз.»
«…После того, как его величество разгромил азиатов ментиу-сатет, он поднялся по реке [прошёл вверх по Нилу] до Хентхеннофера для того, чтобы уничтожить нубийские племена лучников иунтиу-сетиу … Его величество поплыл вниз по реке, сердце его радостно, переполнено мужеством и силой. Он схватил южан и северян.»
«И я вез на гребном судне царя Верхнего и Нижнего Египта, покойного Джосеркара, когда он плыл вверх по Нилу в Нубию с целью расширить границы Египта.»

В этих отрывках гребные корабли предстают перед нами в первую очередь в качестве транспорта, позволяющего быстро перебрасывать войска по Нилу, а бой на воде — как сражение размещённой на кораблях пехоты. Даже начальник гребцов неоднократно участвует в рукопашной схватке, что указывает на минимальную роль в бою маневрирования собственно корабля или использования его как оружия против корабля противника.
В эпоху Саисской династии (VI — нач. V веков до н. э.) египетский военный флот добивался решительных побед над флотами греческих и финикийских городов-государств, обеспечив Египту гегемонию в Восточном Средиземноморье. Однако этот флот в весьма значительной степени состоял из наёмных кораблей, которые имели не египетское происхождение и по конструкции, вероятно, были финикийскими и / или греческими. Флот эллинистического Египта времён Птолемеев (IV—I века до н. э.) также состоял из кораблей греческого образца.

### Финикия

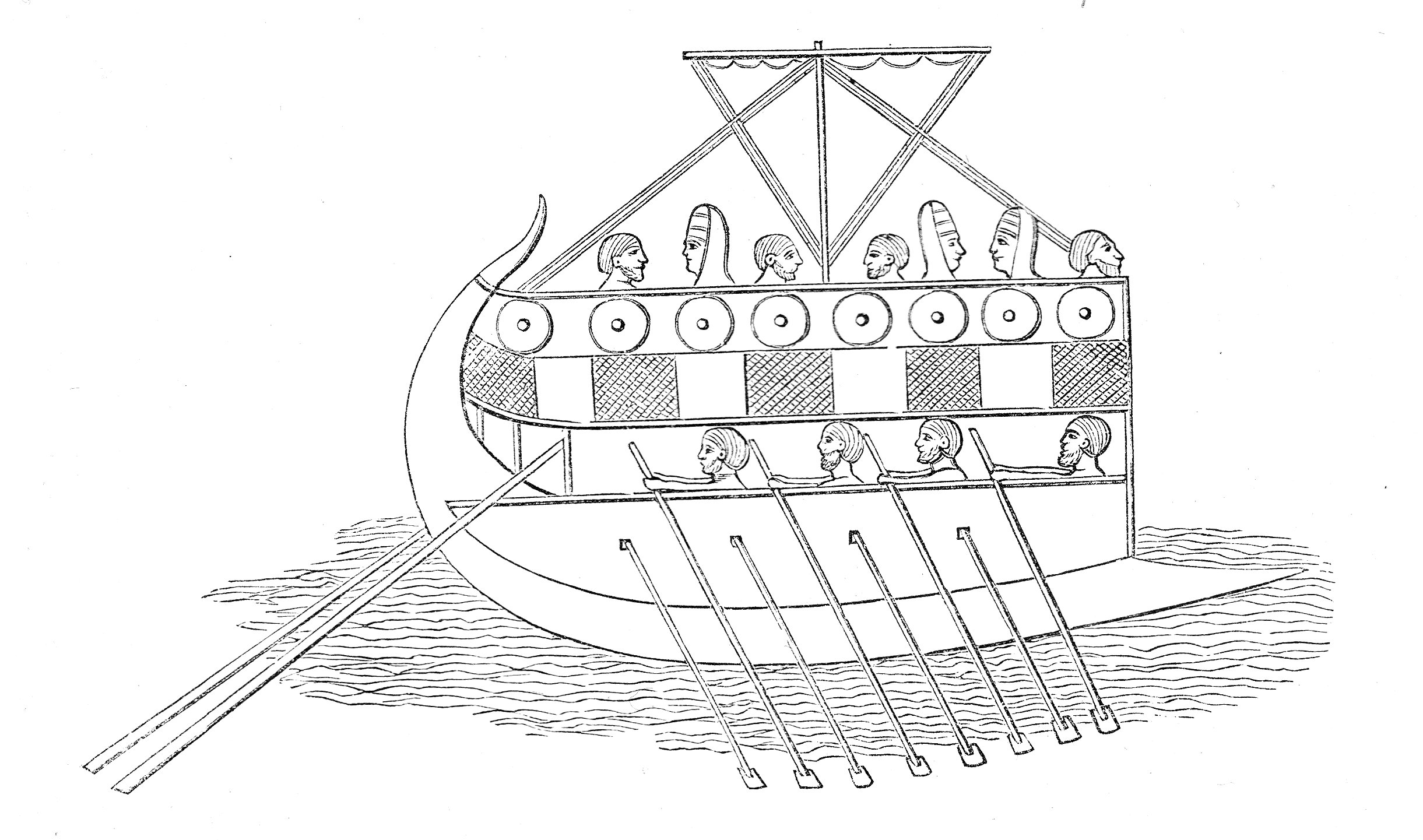
Финикийский боевой корабль Прорисовка с ассирийского барельефа из Ниневии, изображающего эвакуацию из Тира в 702 г. до н. э. Хорошо видны таран, два ряда вёсел и возведённая над корпусом лёгкая навесная палуба-катастрома — впоследствии типичные детали античных кораблей

Финикийцы были великими кораблестроителями и мореплавателями древности, однако об их судостроении нам мало что известно. Греческие авторы приписывают им изобретение тарана и скоростного боевого корабля с двумя рядами вёсел — диеры / биремы (см. ниже). О судостроении финикийцев можно судить по найденному у турецкого Улубуруна 15-метровому сиро-хананейскому торговому судну, датируемому 1320 г. до н. э. ± 50 лет. Его корпус построен из толстых (6 см) кедровых досок, соединённых кромка к кромке при помощи очень массивных дубовых шипов (длиной 30 см, шириной 6,2 см и толщиной 1,6 см), закреплённых в пазах досок при помощи также весьма крупных дубовых нагелей (диаметром 2,2 см) — это наиболее ранний из известных случаев использования данной технологии в чистом виде. Имеется рудиментарный киль в виде выступающего пояса обшивки. Поперечные усилители совершенно отсутствуют.

### Эгейская цивилизация и архаическая Греция
Греция, в особенности — бассейн Эгейского моря, также являлась одним из древнейших центров развития мореплавания. Греческие корабли эпохи бронзового века известны в основном по изображениям. Их условно разделяют на несколько типов, хотя ввиду большой условности и стилизованности изображений нельзя однозначно утверждать о том, что этим типам соответствуют реальные типы кораблей.
Наиболее ранние из известных древнегреческих кораблей, условно именуемые «Тип I», датируются 3000…2500 — 2000 годами до н. э. и известны по изображениям и глиняным моделям с Кикладских островов Эгейского моря (Кикладская цивилизация), в том числе с островов Сирос и Наксос. Эти корабли имеют длинный, узкий корпус с резко асимметричным профилем — очень высокий угловатый форштевень закреплён практически под прямым углом к килю, в то время как низкая корма имеет горизонтальный отросток на уровне ватерлинии. Насколько можно судить по сохранившимся моделям, эти корабли были плоскодонными. Изображение «щетинок» вдоль бортов скорее всего соответствует удерживаемым обеими руками безуключинным вёслам-гребкам. Мачта отсутствует, однако на некоторых кораблях над форштевнем установлена фигура рыбы, которая может быть трактована как флюгер. Это, как и наличие элемента, трактуемого как свисающие под форштевнем полотнища ткани, указывающие направление ветра, может говорить о том, что для плававших на этих кораблях мореходов ветер имел определённое значение.
У острова Докос обнаружены очень древние остатки корабля, вероятно относившегося именно к этому типу.
Считается, что один из символов фестского диска (датируется 2000—1700 годами до н. э.) представляет собой изображение корабля этого или похожего типа (знак № 25 по Артуру Эвансу).
На острове Наксос найдена свинцовая модель корабля, датируемая 2500—2000 годами до н. э. и отчасти похожая на «Тип I», но в то же время отличающегося от него. У модели плоское дно с чётко выделяющимся килем, штевни прямые, расположенные под острым углом к килю, одна из оконечностей оканчивается чем-то вроде транца.
«Тип II» известен исключительно по минойским печатям, датируемым в основном около 2000 года до н. э., и, соответственно, представляет наиболее ранние известные нам корабли минойцев. Изображённые на этих печатях корабли имеют очень характерную «рыбовидную» форму корпуса, с низким тупым носом и очень высокой кормой, оканчивающейся украшением в виде рыбьего хвоста. Более ранние изображения показывают прямые штевни, в то время как на поздних корпус имеет более плавные, округлые обводы. В некоторых случаях просматривается некое подобие тарана, иногда нос раздваивается на два горизонтальных отростка. Все корабли этого типа имеют мачту посередине корпуса, а на некоторых изображениях просматривается и вторая ближе к носу.
«Тип III» выделен на основе находок с острова Эгина, датированных 1800—1650 годами до н. э. Этот регион Греции находился под влиянием ближневосточных культур, что сказалось и на местном кораблестроении — по форме корабли «Типа III» похожи на древнеегипетские, с их профилем в виде «апельсиновой корки». Как правило имеется мачта с прямым парусом.

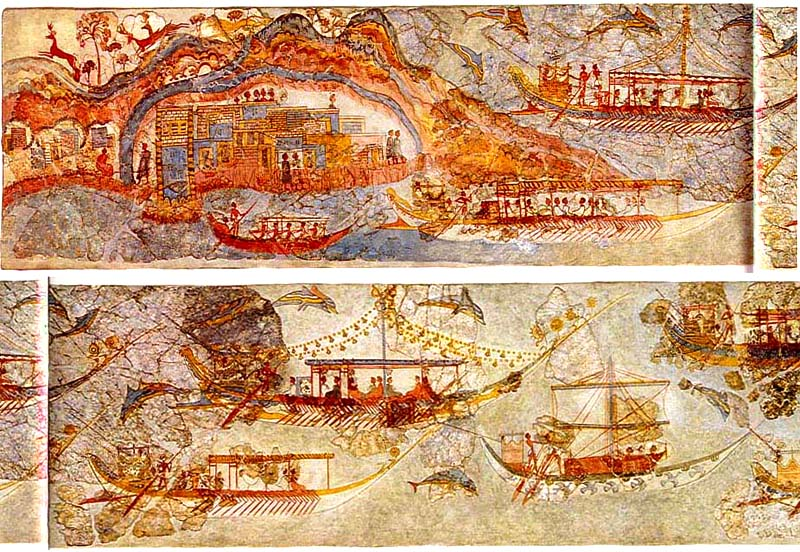
Минойские корабли, перевозящие вооружённых людей (иногда может считаться также сценой гонки кораблей). Фреска из Акротири, не позднее 1500 года до н. э.

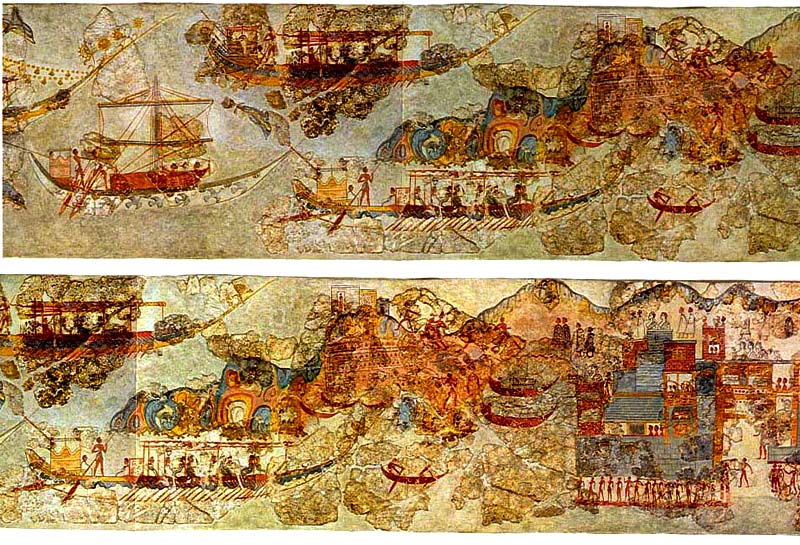

Минойские корабли позднего периода относятся к «Типу IV» (датировка — 1800—1500 годы до н. э.), они известны в первую очередь по весьма реалистическим изображениям из Акротири, хотя их изображения встречаются и в других регионах, например на находившимся под минойским влиянием Крите.
Фрески из Акротири содержат изображения множества судов различных размеров, но с примерно идентичной формой корпуса, напоминающей древнеегипетские корабли — те же высоко поднятые оконечности и низкий борт в средней части, хотя профиль их слегка асимметричен. Некоторые корабли приводятся в движение гребками, которые удерживают обеими руками свесившиеся за борт гребцы, другие имеют настоящие вёсла с уключинами, третьи — вообще не имеют ни вёсел, ни гребков, зато снабжены мачтой с прямым парусом, причём в деталях изображён даже такелаж.
Количество гребцов на некоторых из изображённых судов (более двух десятков) позволяет предположить их достаточно крупные размеры. В кормовой части корпуса у некоторых судов имеется характерной формы приспособление, которое одни исследователи считают трапом или сходней, другие — приспособлением для вытаскивания корабля на берег, третьи — гидродинамической плоскостью, служащей для стабилизации не имеющего киля корабля на курсе.
Судить о том, каким образом эти корабли строились, мы не имеем возможности, однако сличение более ранних и более поздних кораблестроительных традиций того же региона говорит в пользу того, что их корпуса возводились начиная с обшивки, а кромки отдельных досок стягивались друг с другом при помощи канатов.
Фреска из западного строения дворца показывает, вероятно, древнейшую из сохранившихся сцен морского боя. На ней минойцы одерживают победу над врагами, вероятно, ливийскими пиратами, осаждающими приморский город.
В 2010 году на дне Эгейского моря были найдены остатки достаточно крупного (около 15 метров в длину) минойского корабля, датированного 1800—1675 годами до н. э. От его деревянного корпуса не сохранилось ничего, однако груз керамических сосудов позволил датировать находку и соотнести её с островом Крит.
Корабли «Типа V» датируются около 1350 года до н. э. Для них характерна симметричная форма корпуса с вертикальными штевнями, оканчивающимися изображениями птичьих голов, которая весьма напоминает корабли «народов моря» с упомянутого выше египетского барельефа из Мединет-Абу. Учитывая наличие греков-ахейцев в составе «народов моря», вполне логично выглядит предположение о том, что египтянами были изображены именно корабли, известные нам как «Тип V». С другой стороны, изображения похожих кораблей с птичьими головами на штевнях можно увидеть также на погребальных урнах из Центральной Европы бронзового века. Помимо этого характерного украшения штевней, на изображениях кораблей «Типа V» просматриваются возвышенные площадки в оконечностях корпуса, видимо служащие для абордажного боя, и, вероятно, лёгкая навесная палуба — катастрома, накрывающая корпус сверху и также служащая для размещения абордажной команды. Судя по терракотовой модели из Пиргоса, эти корабли имели полукруглое сечение корпуса.
Все вышеописанные гребные и парусно-гребные корабли были по своему назначению универсальными, то есть, применялись и для перевозки пассажиров и грузов, и для пиратства, и для войны.
Для кораблей «Типа VI» (1300—1200 годы до н. э.) характерен асимметричный силуэт корпуса — вертикальный форштевень с выступающим в подводной части тараном (однако не ясно использовался ли он «по назначению», или служил в качестве водореза либо гидродинамической плоскости, повышающей курсовую устойчивость при ходе под парусами), высокая закруглённая корма. В оконечностях корпуса просматриваются боевые площадки. Наиболее характерно изображение из гробницы-толоса, расположенной неподалёку от Пилоса. Эти корабли часто интерпретируются как пентеконтеры — «пятидесятивёсельники», основные боевые корабли своей эпохи с 25 вёслами на борт, описанные в «Иллиаде» и «Одиссее». У Гомера отсутствуют описания морских сражений, корабли служат лишь как транспорт для отряда воинов, которые сами выполняют роль гребцов.
В этот период появляются также изображения специализированных торговых кораблей, чисто-парусных, с широкими корпусами полных обводов.
В целом, от кораблей «Типа I» к кораблям «Типа VI» отчается явный прогресс в конструкции и исполнении. Типы V и VI послужили основой для дальнейшего развития древнегреческих боевых кораблей в последующие эпохи.

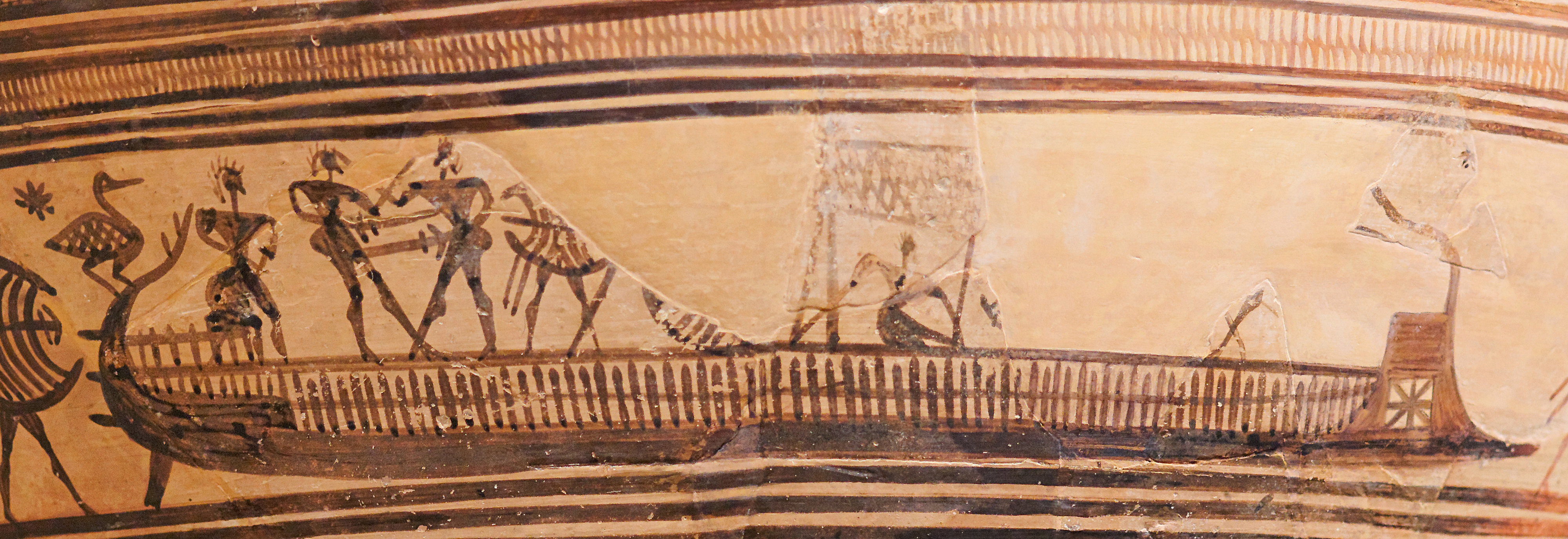
Изображение боевой галеры на кратере периода геометрической керамики из музея Метрополитен, около 800 г. до н. э. Интерпретация изображения см. в книге Дж. Моррисона и Р. Уильямса «Греческие вёсельные корабли».

О развитии кораблестроения в Тёмные века Древней Греции (1100—800 годы до н. э.) нам практически ничего неизвестно, поскольку, как и указывает название, от этого периода сохранилось очень мало исторических источников. Тем не менее, у нас нет оснований предполагать наличие разрыва в кораблестроительной традиции. Более поздние же суда уже весьма близки к хорошо известным по эпохе классической Древней Греции.
В Греции периода архаики происходит постепенный переход от корпусов из досок, соединённых при помощи канатов, к соединению типа «шип-паз», вероятно — под влиянием финикийского судостроения. Проследить этот процесс можно на примере останков кораблей, найденных в 1993 году на месте гавани древнегреческой колонии Массалия — ныне Place Jules-Verne во 2-м аррондисмане Марселя. Корабли датированы VI в. до н. э. и были затоплены около 525—510 года до н. э. Jules-Verne 9 представляет собой небольшое рыболовное судно длиной около 9,5 и шириной около 1,8 м, имеет очень хорошую для своего возраста сохранность. Корпус имеет округлое днище и киль, собран он практически полностью при помощи шнуровки канатами — цилиндрические шипы тонкие, ничем не закреплены в досках и расположены на большом расстоянии друг от друга; очевидно, они имели сугубо технологический характер и использовались для облегчения сборки. Jules-Verne 7 — более крупное торговое судно длиной около 16 и шириной около 3,8 м, с оценочной вместимостью порядка 12 тонн. Хотя датировка этого корпуса практически та же, технология его постройки совершенно иная: доски обшивки скреплены друг с другом при помощи крупных шипов, закреплённых в досках нагелями, а поперечные усилители прибиты к обшивке железными гвоздями. Шнуровка канатом применялась лишь для прикрепления шпунтового пояса обшивки к килю и обшивки к штевням, а также при локальном ремонте. Такую же смешанную конструкцию имеет и найденный неподалёку корабль из Place Villeneuve-Bargemon. Это — великолепия демонстрация переходного периода, в который друг с другом сосуществуют и параллельно используются две различные технологии — старая и более новая.

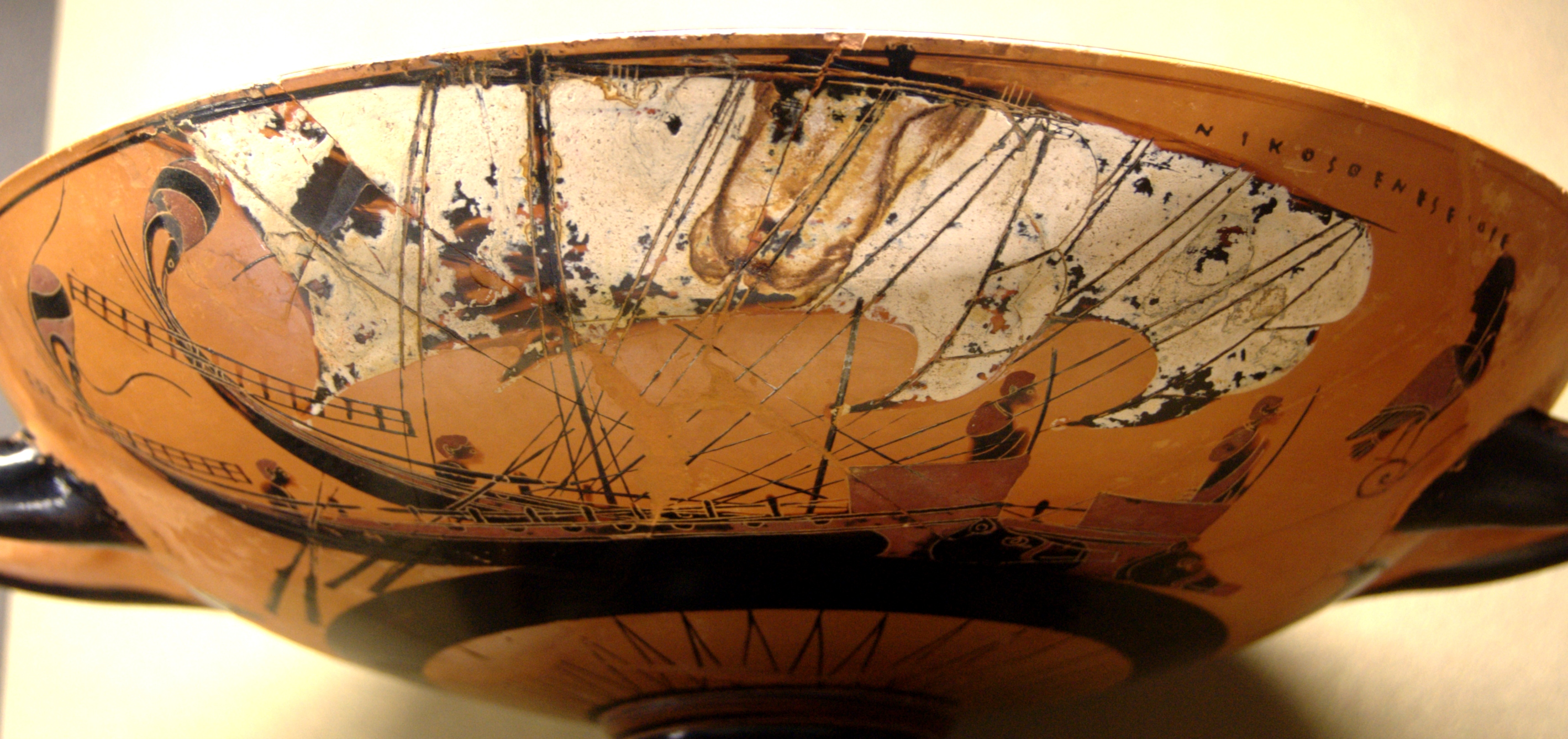
Древнегреческие галеры под парусами. Эпоха великой греческой колонизации, ок. 520 г. до н. э.

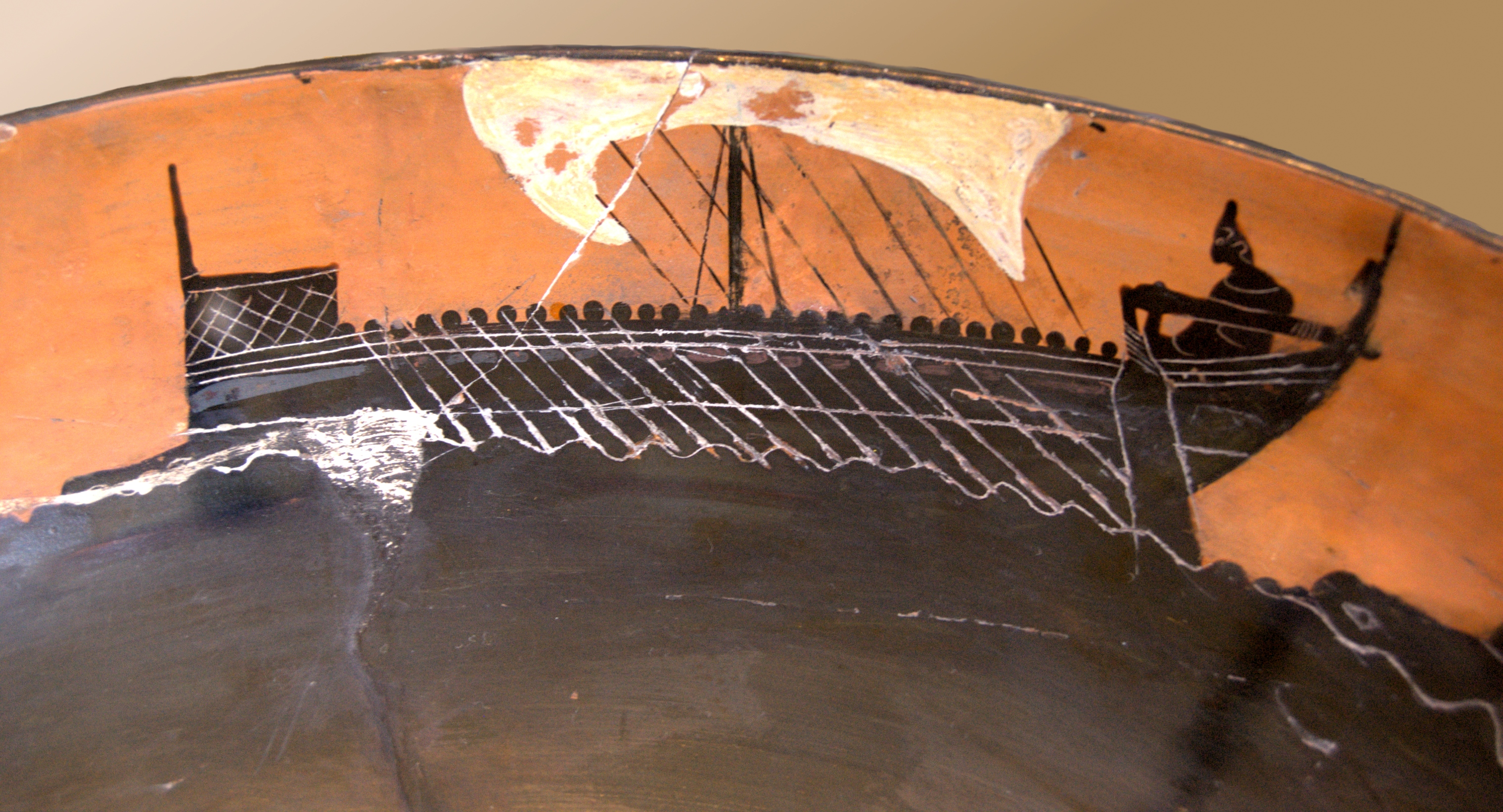
Древнегреческая галера под вёслами и парусами. Сцена гонки галер, ок. 520 г. до н. э.

В противоположность этому, датируемое примерно 300 г. до н. э. (то есть, относящийся уже к эпохе эллинизма) торговое судно, останки которого были найдены в 1968 году у Кирении, уже имеет корпус, полностью построенный по классической античной технологии, с соединениями типа «шип-паз». Однако единственная доска, использованная при сооружении или ремонте подволока (потолка внутреннего судового помещения), имеет следы шнуровки — вероятно, она была взята с разобранного более раннего судна и использована вторично, что указывает на то, что даже в те годы всё ещё встречались корабли, в строительстве корпусов которых использовалась шнуровка.
Именно с переходом на более прочные корпуса с креплениями «шип-паз» некоторые исследователи связывают переход к доминированию тарана в морской тактике, хотя на этот счёт мы не имеем никаких конкретных свидетельств. На изображениях конца VI в. до н. э. просматривается применение тарана в бою.

### Античность
Намного больше нам известно о кораблях античности, включая классическую Грецию, эллинистический мир и Рим. Конструкция и боевые характеристики этих судов занимали умы людей начиная с отмеченной повышенным интересом к античному наследию эпохи Возрождения. Общую картину их конструкции не удавалось восстановить в течение весьма длительного времени. Дело в том, что в середине — конце первого тысячелетия нашей эры в Средиземноморье произошла смена кораблестроительной традиции, сопровождавшаяся забвением античных образцов и переходом к сооружению кораблей по хорошо известной по позднейшим деревянным судам Средневековья и Нового времени технологии, разработанной в Византии. Первые реконструкции и оценки боевого применения античных галер, предпринятые ещё в XIX веке (в первую очередь — реконструкция Дюпюи де Лома, предпринятая по заказу Наполеона III), были очень далеки от истины именно в силу того, что опирались на уподобление греко-римских судов гораздо более поздним средневековым галерам и галеасам, которые ввиду принципиально иной конструкции при примерно тех же размерах были намного массивнее и тяжелее. Этот факт обратил на себя внимание исследователей не ранее 1960-х годов, когда стали появляться находки античных торговых кораблей, имевших, как оказалось, весьма характерную конструкцию корпуса, непохожую на привычные средневековые образцы.

#### Источники информации

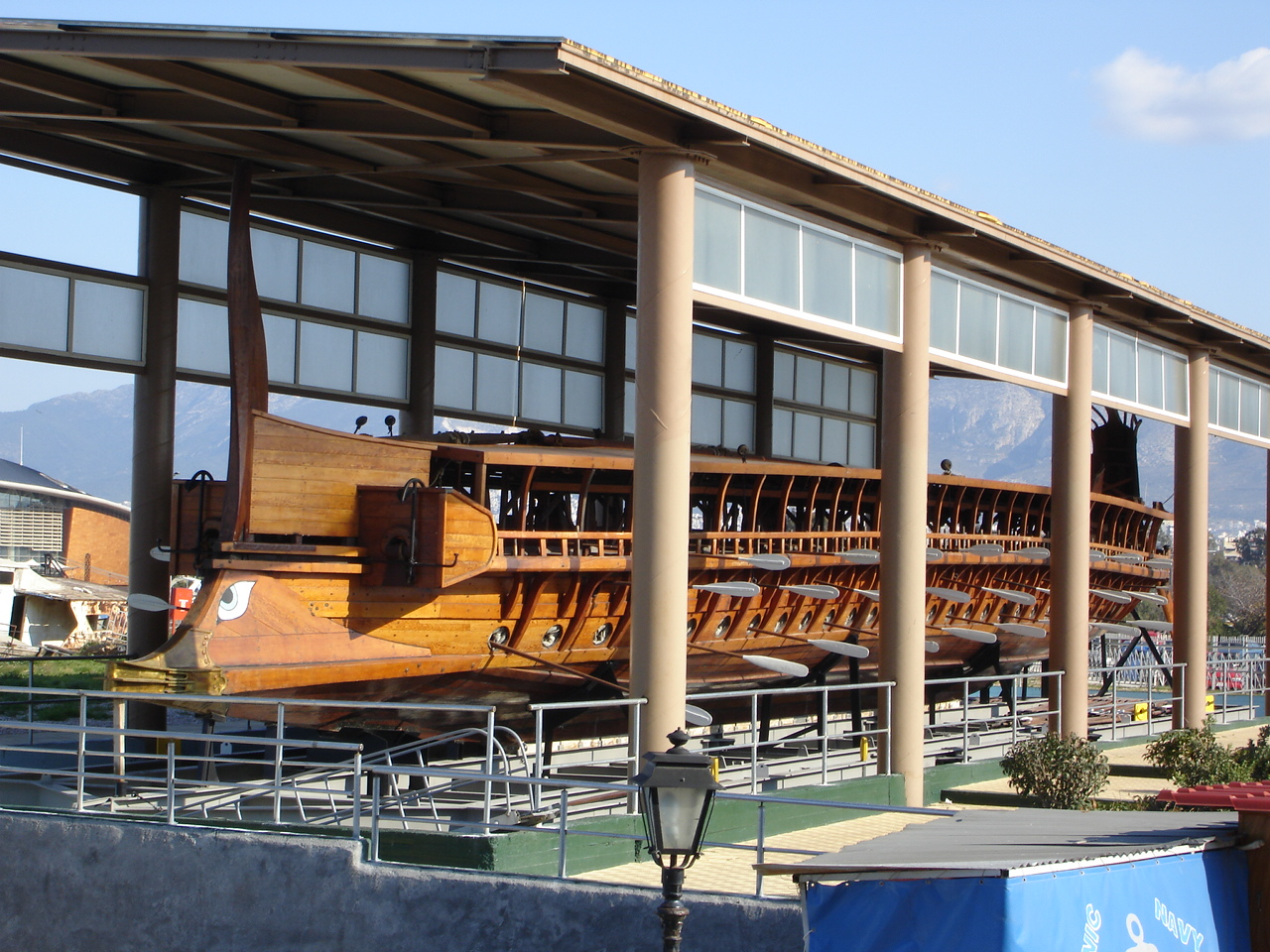
Современная реконструкция 170-вёсельной афинской триеры IV в. до н. э.

#### Общая характеристика

Высадка с кораблей на берег. Римская стенная роспись I в. н. э.

#### Особенности конструкции

Способ строительства античных кораблей

#### Вооружение и тактика

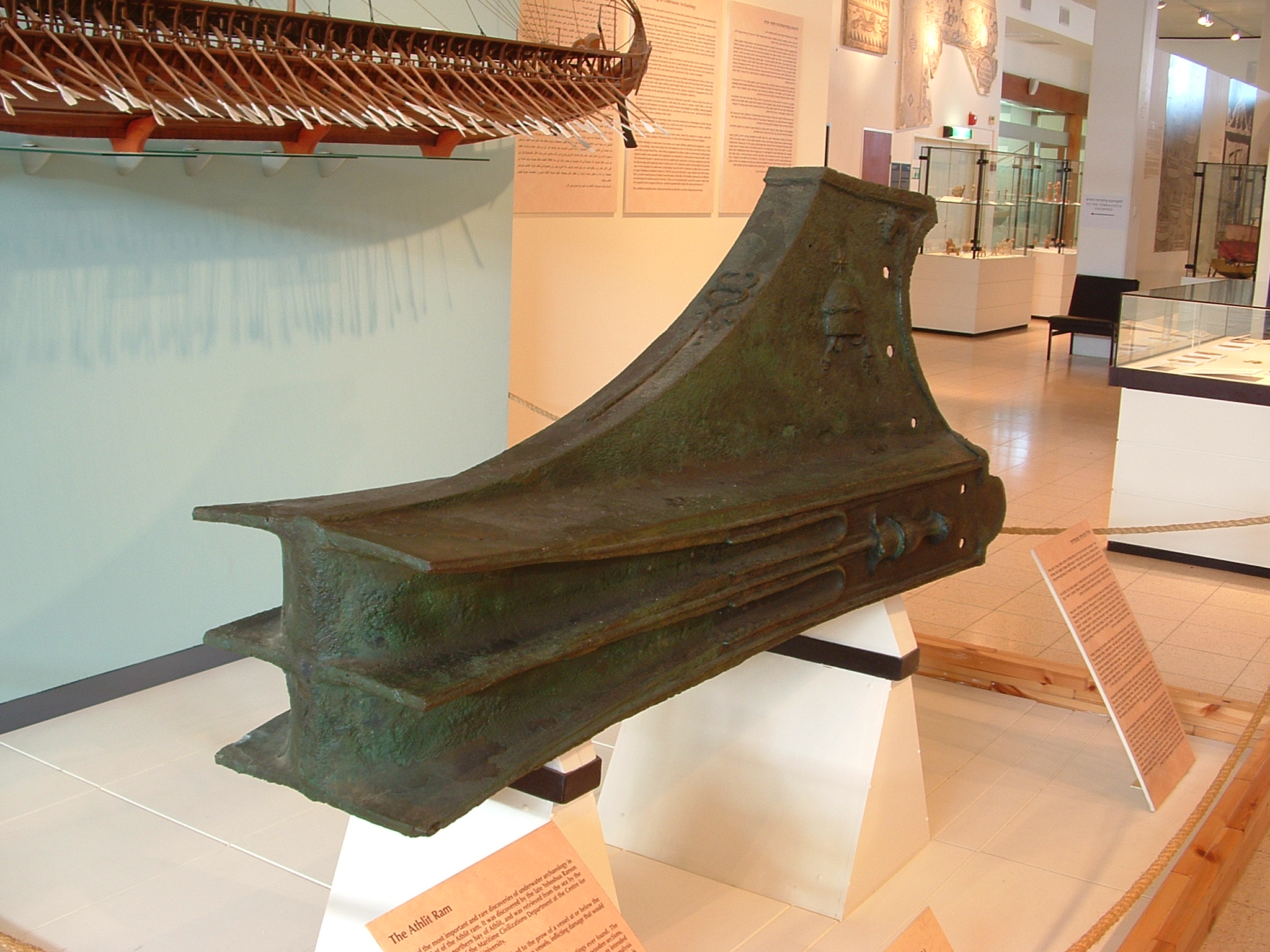
Таран из Атлита, приблизительно датирован между 530 и 270 гг. до н. э. (по результатам радиоуглеродного анализа остатков дерева корпуса). Судя по размерам, принадлежал как минимум тетрере

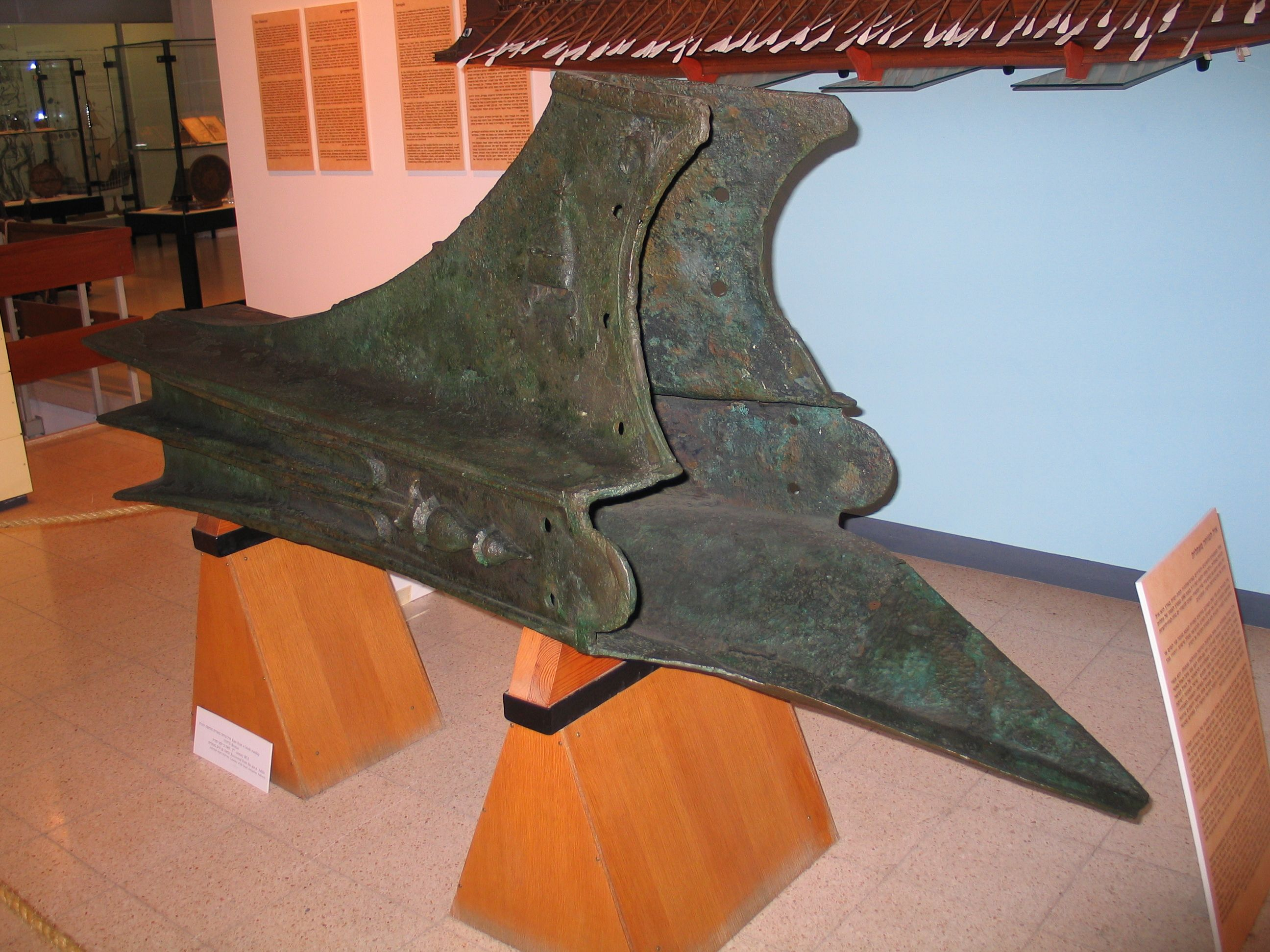

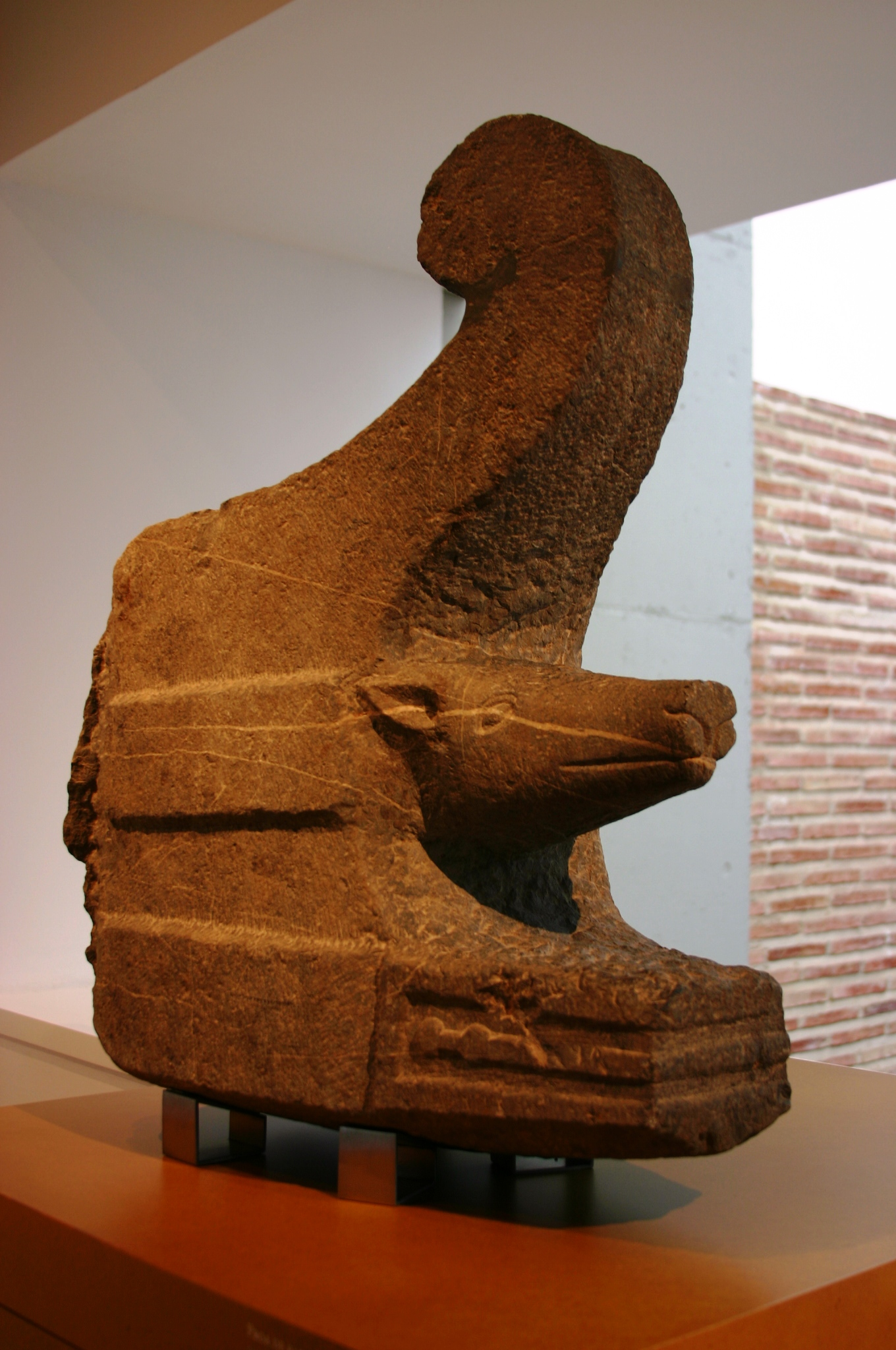
Скульптурное изображение носа античного корабля. Видны таран и проэмболон над ним, оформленный в виде головы кабана

#### Историческое развитие

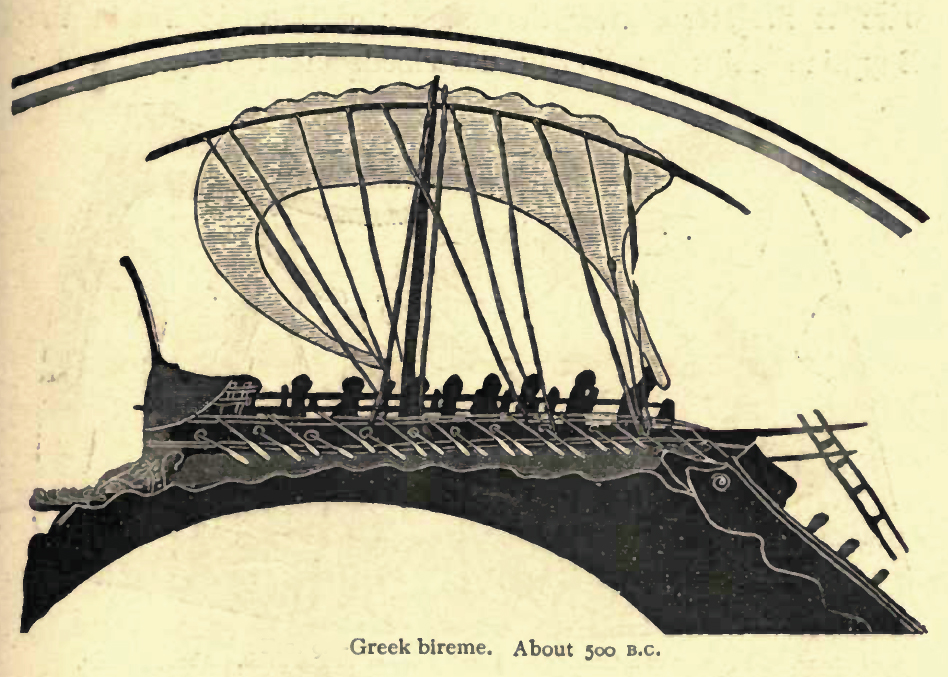
Диера / бирема получает таранный удар в кормовую часть корпуса. Прорисовка с вазы, ок. 500 г. до н. э.

#### Системы гребли

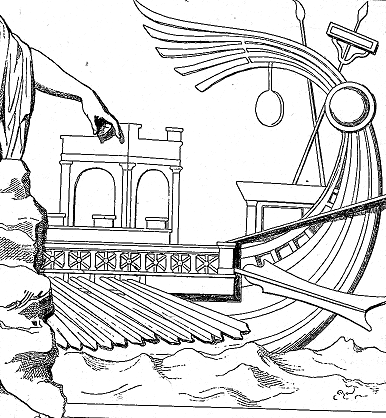
С рельефа, вероятно, изображение биремы. Видно, что вёсла расположены в один ярус, но сгруппированы по два, вероятно, соответствуя двум гребцам на банке.